# Le Cheval à la queue volante
Pour plus de détails, voir Fiche technique et Distribution.
Le Cheval à la queue volante (The Horse with the Flying Tail) est un film documentaire réalisé par Larry Lansburgh, sorti en 1960.

## Synopsis
Le sujet du film est un cheval nommé Nautical, ayant remporté la médaille d'or lors des Jeux panaméricains en 1959.

## Fiche technique
- Titre : Le Cheval à la queue volante
- Titre original : The Horse with the Flying Tail
- Réalisation : Larry Lansburgh
- Scénario : Janet Lansburgh
- Musique : William Lava
- Photographie : Robert Carmet, Werner Kurz, Larry Lansburgh, Hannes Staudinger et Sydney Zucker
- Montage : Warren Adams
- Production : Larry Lansburgh
- Société de production : Walt Disney Pictures
- Pays de production :  États-Unis
- Genre : Documentaire
- Durée : 47 minutes[1]
- Date de sortie: 21 décembre 1960

## Distribution
- George Fenneman : Narrateur

## Nominations et récompenses
- Oscar du meilleur film documentaire en 1960[2]